# Groot-Brittannië op de Olympische Zomerspelen 1928
Groot-Brittannië nam deel aan de Olympische Zomerspelen 1928 in Amsterdam, Nederland. Vergeleken met vier jaar eerder was de medailleoogst beperkt: twintig medailles waarvan drie gouden.

## Medailleoverzicht
| Sport       | Olympiër | Discipline               | Medaille |
| ----------- | --- | ------------------------ | -------- |
| Atletiek    | Douglas Lowe | 800m (m)                 | Goud     |
| Atletiek    | David Burghley | 400m horden (m)          | Goud     |
| Roeien      | John Lander Michael Warriner Richard Beesly Edward Bevan | vier-zonder (m)          | Goud     |
| Atletiek    | Jack London | 100m (m)                 | Zilver   |
| Atletiek    | Walter Rangeley | 200m (m)                 | Zilver   |
| Roeien      | Robert Nisbet Terence O'Brien | twee-zonder (m)          | Zilver   |
| Roeien      | John Badcock Jack Beresford Donald Gollan Jamie Hamilton Gordon Killick Harold Lane Guy Oliver Nickalls Arthur Sulley Harold West                               | acht (m)                 | Zilver   |
| Schermen    | Muriel Freeman | floret (v)               | Zilver   |
| Wielersport | Ernest Chambers John Sibbit | tandem (m)               | Zilver   |
| Wielersport | Frank Southall | wegwedstrijd (m)         | Zilver   |
| Wielersport | Jack Lauterwasser John Middleton Frank Southall | wegwedstrijd team (m)    | Zilver   |
| Zwemmen     | Ellen King | 100m rugslag (v)         | Zilver   |
| Zwemmen     | Joyce Cooper Ellen King Cissie Stewart Iris Tanner | 4x100m vrije slag (v)    | Zilver   |
| Atletiek    | Cyril Gill Jack London Walter Rangeley Edward Smouha | 4x100m (m)               | Brons    |
| Roeien      | Theodore Collet | skiff (m)                | Brons    |
| Turnen      | Annie Broadbent Lucy Desmond Margaret Hartley Amy Jagger Isobel Judd Jessie Kite Marjorie Moreman Edith Pickles Ethel Seymour Ada Smith Hilda Smith Doris Woods | meerkamp team (v)        | Brons    |
| Wielersport | George Southall Harry Wyld Lew Wyld Percy Wyld | ploegenachtervolging (m) | Brons    |
| Worstelen   | Samuel Rabin | -79kg vrije stijl (m)    | Brons    |
| Zwemmen     | Joyce Cooper | 100m vrije slag (v)      | Brons    |
| Zwemmen     | Joyce Cooper | 100m rugslag (v)         | Brons    |

## Deelnemers en resultaten

### Atletiek
| Olympiër                                                 | Discipline               | Resultaat    | Prestatie                                                                                              |
| -------------------------------------------------------- | ------------------------ | ------------ | --- |
| Cyril Gill                                               | 100m (m)                 | kwartfinale  | serie 7: 2de in 11,0 kwartfinale 2: 3de                                                                |
| John Heap                                                | 100m (m)                 | series       | serie 4: 5de                                                                                           |
| Jack London                                              | 100m (m)                 | Zilver       | serie 5: 1ste in 10,8 kwartfinale 4: 2de in 10,8 halve finale 2: 1ste in 10,6 (OR) finale: 2de in 10,9 |
| Walter Rangeley                                          | 100m (m)                 | kwartfinale  | serie 10: 1ste in 11,0 kwartfinale 6: 3de                                                              |
| Guy Butler                                               | 200m (m)                 | kwartfinale  | serie 11: 1ste in 22,8 kwartfinale 3: 4de                                                              |
| Cyril Gill                                               | 200m (m)                 | 9e           | serie 15: 1ste in 22,2 kwartfinale 2: 2de halve finale 2: 5de in 22,3                                  |
| John Hambidge                                            | 200m (m)                 | kwartfinale  | serie 14: 2de kwartfinale 1: 5de                                                                       |
| Walter Rangeley                                          | 200m (m)                 | Zilver       | serie 13: 1ste in 22,0 kwartfinale 4: 2de in 21,9 halve finale 1: 2de in 22,0 finale: 2de in 21,9      |
| Billy Green                                              | 400m (m)                 | kwartfinale  | serie 12: 2de kwartfinale 1: 3de                                                                       |
| John Hanlon                                              | 400m (m)                 | series       | serie 15: 3de                                                                                          |
| Roger Leigh-Wood                                         | 400m (m)                 | kwartfinale  | serie 8: 2de kwartfinale 6: 3de                                                                        |
| John Rinkel                                              | 400m (m)                 | 4e           | serie 4: 1ste in 50,2 kwartfinale 4: 2de halve finale 2: 3de in 49,1 finale: 4de in 48,4               |
| Harry Houghton                                           | 800m (m)                 | series       | serie 4: 6de                                                                                           |
| Douglas Lowe                                             | 800m (m)                 | Goud         | serie 6: 2de in 2.02,2 halve finale 1: 2de in 1.55,8 finale: 1ste in 1.51,8 (OR)                       |
| Ralph Starr                                              | 800m (m)                 | halve finale | serie 8: 2de in 1.59,8 halve finale 2: 5de                                                             |
| Wilfred Tatham                                           | 800m (m)                 | halve finale | serie 2: 3de in 1.58,2 halve finale 3: 7de                                                             |
| Stanley Ashby                                            | 1500m (m)                | series       | serie 3: 3de                                                                                           |
| Reggie Bell                                              | 1500m (m)                | series       | serie 5: 6de                                                                                           |
| Cyril Ellis                                              | 1500m (m)                | 5e           | serie 6: 1ste in 4.01,8 finale: 5de in 3.57,6                                                          |
| Reg Thomas                                               | 1500m (m)                | series       | serie 4: 3de                                                                                           |
| Wally Beavers                                            | 5000m (m)                | series       | serie 1: 5de                                                                                           |
| Herbert Johnston                                         | 5000m (m)                | 8e           | serie 3: 3de in 15.06,3 finale: 8ste                                                                   |
| Frederick Light                                          | 5000m (m)                | series       | serie 1: 7de                                                                                           |
| Brian Oddie                                              | 5000m (m)                | 9e           | serie 2: 4de in 15.16,0 finale: 9de                                                                    |
| Wally Beavers                                            | 10000m (m)               | 9e           | 31.48,0                                                                                                |
| George Constable                                         | 10000m (m)               | 12e          | |
| Arthur Muggridge                                         | 10000m (m)               | 5e           | 31.31,8                                                                                                |
| Suttie Smith                                             | 10000m (m)               | 10e          | 31.50,0                                                                                                |
| Fred Gaby                                                | 110m horden (m)          | 9e           | serie 8: 1ste in 15,2 halve finale 1: 2de in 14,9 finale: 6de in 15,2                                  |
| David, Lord Burghley                                     | 110m horden (m)          | 8e           | serie 9: 2de halve finale 2: 3de in 15,0                                                               |
| Bernard Lucas                                            | 110m horden (m)          | halve finale | serie 6: 1ste in 15,2 halve finale 3: 6de                                                              |
| Douglas Neame                                            | 110m horden (m)          | series       | serie 4: 4de                                                                                           |
| Lord Burghley                                            | 400m horden (m)          | Goud         | serie 1: 1ste in 57,0 halve finale 1: 3de in 53,9 finale: 1ste in 53,4 (OR)                            |
| Frederick Chauncy                                        | 400m horden (m)          | halve finale | serie 2: 2de halve finale 1: 6de                                                                       |
| Thomas Livingston-Learmonth                              | 400m horden (m)          | 5e           | serie 3: 2de in 56,4 halve finale 2: 1ste in 54,0 finale: 5de in 54,2                                  |
| Lance Percival                                           | 400m horden (m)          | series       | serie 5: 3de                                                                                           |
| Norman Biddulph                                          | 3000m steeplechase (m)   | series       | serie 2: 4de                                                                                           |
| Joe Blewitt                                              | 3000m steeplechase (m)   | series       | serie 3: 6de                                                                                           |
| Vernon Morgan                                            | 3000m steeplechase (m)   | series       | serie 3: 5de                                                                                           |
| Henry Oliver                                             | 3000m steeplechase (m)   | series       | serie 1: 5de                                                                                           |
| Cyril Gill Teddy Smouha Walter Rangeley Jack London      | 4x100m (m)               | Brons        | serie 1: 2de in 43,5 finale: 3de in 41,8                                                               |
| Roger Leigh-Wood William Craner John Rinkel Douglas Lowe | 4x400m (m)               | 5e           | serie 3: 1ste in 3.20,6 finale: 5de in 3.16,4                                                          |
| Herbert Bignall                                          | marathon (m)             | 21e          | 2:45.44                                                                                                |
| Sam Ferris                                               | marathon (m)             | 8e           | 2:37.41                                                                                                |
| Ernest Harper                                            | marathon (m)             | 22e          | 2:45.44                                                                                                |
| Harry Payne                                              | marathon (m)             | 13e          | 2:42.39                                                                                                |
| Harry Wood                                               | marathon (m)             | 11e          | 2:41.15                                                                                                |
| Dunky Wright                                             | marathon (m)             | 20e          | 2:45.30                                                                                                |
| James Cohen                                              | verspringen (m)          | 39e          | kwalificatie groep B: 9de met 6,39m                                                                    |
| Reg Revans                                               | verspringen (m)          | 32e          | kwalificatie groep C: 9de met 6,58m                                                                    |
| Colin Gordon                                             | hoogspringen (m)         | 39e          | kwalificatie groep A: 1ste met 1,83m finale: 17de met 1,70m                                            |
| Harry Simmons                                            | hoogspringen (m)         | 11e          | kwalificatie groep C: 1ste met 1,83m finale: 11de met 1,84m                                            |
| Geoffrey Turner                                          | hoogspringen (m)         | 19e          | kwalificatie groep D: 5de met 1,77m                                                                    |
| Carl van Geyzel                                          | hoogspringen (m)         | 19e          | kwalificatie groep B: 4de met 1,77m                                                                    |
| Laurence Bond                                            | polsstokhoogspringen (m) | 10e          | kwalificatie groep A: 5de met 3,50m                                                                    |
| Robert Howland                                           | kogelstoten (m)          | 20e          | kwalificatie groep B: 12de met 12,52m                                                                  |
| Rex Woods                                                | kogelstoten (m)          | 17e          | kwalificatie groep A: 6de met 12,70m                                                                   |
| Malcolm Nokes                                            | kogelslingeren (m)       | 11e          | kwalificatie groep C: 5de met 45,37m                                                                   |
| Howard Ford                                              | tienkamp (m)             | DNF          | niet gefinisht                                                                                         |

### Boksen
| Olympiër        | Discipline  | Resultaat | Prestatie |
| --------------- | ----------- | --------- | --- |
| Cuthbert Taylor | -50,8kg (m) | 5e        | 1ste ronde: vrij 2de ronde: W van ARG Trillo: punten kwartfinale: V van FRA Apell: punten                                                                                     |
| John Garland    | -53,5kg (m) | 5e        | 1ste ronde: vrij 2de ronde: W van FRA Mignard: punten kwartfinale: V van ITA Tamagnini: punten                                                                                |
| Fred Perry      | -57,2kg (m) | 5e        | 1ste ronde: vrij 2de ronde: W van HUN Gelbai: punten kwartfinale: V van NED van Klaveren: punten                                                                              |
| Fred Webster    | -61,2kg (m) | 9e        | 1ste ronde: vrij 2de ronde: V van NED Baan: punten |
| Harry Dunn      | -66,7kg (m) | 9e        | 1ste ronde: vrij 2de ronde: V van ITA Caneva: punten |
| Fred Mallin     | -72,6kg (m) | 4e        | 1ste ronde: vrij 2de ronde: W van POL Snoppek: punten kwartfinale: W van ARG Curi: punten halve finale: V van TCH Heřmánek: punten bronzen finale: V van BEL Steyaert: punten |
| Alf Jackson     | -79,4kg (m) | 5e        | 1ste ronde: W van NZL Cleverly: punten kwartfinale: V van NED Miljon: punten                                                                                                  |
| Joe Goyder      | +79,4kg (m) | 9e        | 1ste ronde: V van NED Olij: punten |

### Gewichtheffen
| Olympiër             | Discipline  | Resultaat | Prestatie                                                                               |
| -------------------- | ----------- | --------- | --------------------------------------------------------------------------------------- |
| Alfred Baxter        | -60kg (m)   | 18e       | drukken: 9de met 75kg trekken: 18de met 72,5kg stoten: 18de met 97,5kg totaal: 240kg    |
| Alfred Hopkins       | -60kg (m)   | 20e       | drukken: 20ste met 60kg trekken: 20ste met 67,5kg stoten: 19de met 95kg totaal: 227,5kg |
| Charles Attenborough | -75kg (m)   | 18e       | drukken: 12de met 82,5kg trekken: 12de met 85kg stoten: 14de met 110kg totaal: 277,5kg  |
| John Tooley          | -75kg (m)   | 20e       | drukken: 20ste met 70kg trekken: 19de met 82,5kg stoten: 14de met 110kg totaal: 262,5kg |
| Harold Wood          | +82,5kg (m) | 18e       | drukken: 12de met 95kg trekken: 13de met 95kg stoten: 12de met 125kg totaal: 315kg      |

### Moderne vijfkamp
| Olympiër             | Discipline | Resultaat | Prestatie  |
| -------------------- | ---------- | --------- | ---------- |
| Lance East           | mannen     | 24e       | 108 punten |
| Alfred Goodwin       | mannen     | 21e       | 99 punten  |
| David Turquand-Young | mannen     | 6e        | 65 punten  |

### Roeien
| Olympiër | Discipline      | Resultaat | Prestatie |
| --- | --------------- | --------- | --- |
| David Collet | skiff (m)       | Brons     | serie 1: 1ste in 8.29,6 2de ronde serie 4: 2de in 7.56,4 herkansingen: 1ste in 7.35,32 kwartfinale 1: 1ste in 7.52,2 halve finale 1: 2de in 7.08,6 finale B: 1ste in 7.19,8 |
| Humphrey Boardman Denis Guye | dubbel-twee (m) | 10e       | serie 4: 2de in 8.00,8 herkansingen: 1ste in 8.00,8 2de ronde serie 4: 2de in 6.59,2                                                                                        |
| Terence O'Brien Robert Nisbet | twee-zonder (m) | Zilver    | serie 3: 1ste in 7.56,2 kwartfinale 2: 2de in 7.14,2 herkansingen: 1ste halve finale 2: 1ste in 7.08,6 finale: 2de in 7.08,8                                                |
| John Lander Michael Warriner Richard Beesly Edward Bevan                                                                          | vier-zonder (m) | Goud      | serie 3: 1ste in 7.44,2 kwartfinale 1: 1ste in 6.42,4 halve finale 2: 1ste in 6.42,4 finale: 1ste in 6.36,0                                                                 |
| Harold Ives L. G. Potter George Beaumont Bob Starkey                                                                              | vier-met (m)    | DNF       | serie 2: 2de in 8.01,0 herkansingen: niet gestart |
| John Badcock Jack Beresford Donald Gollan Jamie Hamilton Gordon Killick Harold Lane Guy Oliver Nickalls Arthur Sulley Harold West | acht (m)        | Zilver    | serie 5: 1ste in 6.22,0 2de ronde serie 3: 1ste in 6.30,6 kwartfinale 2: 1ste in 6.34,2 halve finale 2: 1ste in 6.23,6 finale: 2de in 6.05,6                                |

### Schermen
| Olympiër                                                                                       | Discipline      | Resultaat | Prestatie |
| ---------------------------------------------------------------------------------------------- | --------------- | --------- | --- |
| Charles Biscoe                                                                                 | degen (m)       | 29e       | 1ste ronde groep A: 2de met 6 overwinningen kwartfinale C: 10de met 3 overwinningen                                  |
| Bertie Childs                                                                                  | degen (m)       | 29e       | 1ste ronde groep E: 6de met 3 overwinningen kwartfinale B: 11de met 3 overwinningen                                  |
| Martin Holt                                                                                    | degen (m)       | 32e       | 1ste ronde groep F: 3de met 6 overwinningen kwartfinale A: 12de met 2 overwinningen                                  |
| Charles Biscoe Bertie Childs David Drury Martin Holt                                           | degen team (m)  | 14e       | 1ste ronde groep E: 3de met 1 overwinning                                                                            |
| Robert Montgomerie                                                                             | floret (m)      | 26e       | 1ste ronde groep D: 6de met 3 overwinningen                                                                          |
| Denis Pearce                                                                                   | floret (m)      | 40e       | 1ste ronde groep C: 5de met 1 overwinning                                                                            |
| Thomas Wand-Tetley                                                                             | floret (m)      | 26e       | 1ste ronde groep E: 4de met 3 overwinningen                                                                          |
| Thomas Wand-Tetley Robert Montgomerie Frederick Sherriff Denis Pearce Charles Simey Jack James | floret team (m) | 13e       | 1ste ronde groep D: 3de met 0 overwinningen                                                                          |
| Edward Brookfield                                                                              | sabel (m)       | 17e       | 1ste ronde groep A: walk-over halve finale B: 6de met 2 overwinningen                                                |
| Guy Harry                                                                                      | sabel (m)       | 25e       | 1ste ronde groep C: 4de met 2 overwinningen                                                                          |
| Barry Notley                                                                                   | sabel (m)       | 35e       | 1ste ronde groep B: 6de met 1 overwinning                                                                            |
| Edward Brookfield Archie Corble Alex Forrest Guy Harry Robin Jeffreys Barry Notley             | sabel team (m)  | 9e        | 1ste ronde groep A: 3de met 0 overwinningen                                                                          |
|                                                                                                |                 |           | |
| Peggy Butler                                                                                   | floret (v)      | 9e        | 1ste ronde groep B: 3de met 3 overwinningen halve finale B: 6de met 3 overwinningen                                  |
| Gladys Daniell                                                                                 | floret (v)      | 5e        | 1ste ronde groep D: 3de met 3 overwinningen halve finale A: 4de met 4 overwinningen finale: 5de met 2 overwinningen  |
| Muriel Freeman                                                                                 | floret (v)      | Zilver    | 1ste ronde groep A: 1ste met 5 overwinningen halve finale A: 2de met 4 overwinningen finale: 2de met 6 overwinningen |

### Schoonspringen
| Olympiër          | Discipline    | Resultaat | Prestatie                                                        |
| ----------------- | ------------- | --------- | ---------------------------------------------------------------- |
| Stanley C. Mercer | 3m plank (m)  | 19e       | 1ste ronde groep C: 7de met 34 punten                            |
| William Burne     | 10m toren (m) | 13e       | 1ste ronde groep C: 5de met 25 punten                            |
| Albert Knight     | 10m toren (m) | 8e        | 1ste ronde groep A: 2de met 14 punten finale: 8ste met 41 punten |
| Thomas Mather     | 10m toren (m) | 20e       | 1ste ronde groep B: 7de met 35 punten                            |
|                   |               |           |                                                                  |
| D. Grimes         | 10m toren (v) | 14e       | 1ste ronde groep B: 7de met 34,5 punten                          |
| K. Le Rossignol   | 10m toren (v) | 16e       | 1ste ronde groep B: 8ste met 39,5 punten                         |
| Isabelle White    | 10m toren (v) | 8e        | 1ste ronde groep A: 4de met 22,5 punten                          |

### Turnen
| Olympiër | Discipline               | Resultaat | Prestatie       |
| --- | ------------------------ | --------- | --------------- |
| Bart Cronin | individuele meerkamp (m) | 76e       | 163,500 punten  |
| Henry Finchett | individuele meerkamp (m) | 83e       | 158,500 punten  |
| Samuel Humphreys | individuele meerkamp (m) | DNF       | niet gefinisht  |
| T. B. Parkinson | individuele meerkamp (m) | 81e       | 160,675 punten  |
| G. C. Raynes | individuele meerkamp (m) | 82e       | 159,000 punten  |
| E. A. Walton | individuele meerkamp (m) | 79e       | 162,000 punten  |
| E. W. Warren | individuele meerkamp (m) | 75e       | 165,625 punten  |
| Arthur Whitford | individuele meerkamp (m) | 63e       | 185,250 punten  |
| Arthur Whitford E. W. Warren Bert Cronin E. A. Walton T. B. Parkinson Gilbert Raynes Henry Finchett Samuel Humphreys                                            | meerkamp team (m)        | 11e       | 1205,000 punten |
| |                          |           |                 |
| Annie Broadbent Lucy Desmond Margaret Hartley Amy Jagger Isobel Judd Jessie Kite Marjorie Moreman Edith Pickles Ethel Seymour Ada Smith Hilda Smith Doris Woods | meerkamp team (v)        | Brons     | 258,25 punten   |

### Waterpolo
| Olympiër | Discipline | Resultaat | Prestatie |
| --- | ---------- | --------- | --- |
| Edward Temme Paul Radmilovic Percy Peter Nicholas Beaman Jack Budd Leslie Ablett Richard Hodgson Jack Hatfield William Quick | mannen     | 4e        | 1ste ronde: W van Tsjecho-Slowakije: 4-2 kwartfinale: W van Nederland: 5-3 halve finale: V van Duitsland: 5-8 bronzen finale: V van Frankrijk: 1-8 |

### Wielersport
| Olympiër                                           | Discipline               | Resultaat | Prestatie |
| Baan                                               | Baan                     | Baan      | Baan |
| -------------------------------------------------- | ------------------------ | --------- | --- |
| Sydney Cozens                                      | sprint (m)               | 9e        | serie 5: 2de herkansingen: 1ste herkansingen finale: 3de                                                               |
| Edward Kerridge                                    | tijdrit (m)              | 6e        | 1.18,0 |
| Ernest Chambers John Sibbit                        | tandem (m)               | Zilver    | serie 2: W van FRA Lemoine/Guyard: 13,2 halve finale: W van ITA Coris/Malatesta: 12,2 finale: V van NED Leene/van Dijk |
| George Southall Harry Wyld Leonard Wyld Percy Wyld | ploegenachtervolging (m) | Brons     | serie 3: W van Turkije kwartfinale: W van België halve finale: V van Italië bronzen finale: W van Frankrijk            |
| Weg                                                |                          |           | |
| Jack Lauterwasser                                  | wegwedstrijd (m)         | 5e        | 5:02.57 |
| Charles Marshall                                   | wegwedstrijd (m)         | 38e       | 5:26.39 |
| John Middleton                                     | wegwedstrijd (m)         | 26e       | 5:16.46 |
| Frank Southall                                     | wegwedstrijd (m)         | Zilver    | 4:55.06 |
| Jack Lauterwasser John Middleton Frank Southall    | wegwedstrijd team (m)    | Zilver    | 15:14.49 |

### Worstelen
| Olympiër         | Discipline  | Resultaat   | Prestatie |
| Vrije stijl      | Vrije stijl | Vrije stijl | Vrije stijl |
| ---------------- | ----------- | ----------- | --- |
| Harold Sansum    | -56kg (m)   | 4e          | 1ste ronde: V van FIN Mäkinen zilveren halve finale: W van USA Hewitt zilveren finale: V van BEL Spapen bronzen finale: V van CAN Trifunov |
| Harold Angus     | -61kg (m)   | 7e          | 1ste ronde: W van EST Pütsep kwartfinale: V van CAN MacDonald                                                                              |
| George MacKenzie | -65kg (m)   | 10e         | 1ste ronde: V van FIN Leino |
| Robert Cook      | -72kg (m)   | 5e          | 1ste ronde: V van USA Appleton bronzen halve finale: V van CAN Letchford                                                                   |
| Samuel Rabin     | -79kg (m)   | Brons       | 1ste ronde: vrij kwartfinale: V van FIN Stockton                                                                                           |
| Bernard Rowe     | -87kg (m)   | 6e          | 1ste ronde: V van BEL Van Assche |

### Zeilen
| Olympiër                                                                          | Discipline   | Resultaat | Prestatie |
| --------------------------------------------------------------------------------- | ------------ | --------- | --------- |
| Gordon Fowler Harold Gaydon                                                       | 12 voets jol | 8e        | 18 punten |
| Ernest Roney Philip Falle Thomas Riggs Esmond Roney Margaret Roney Thomas Skinner | 8m           | 7e        |           |

### Zwemmen
| Olympiër                                                    | Discipline            | Resultaat    | Prestatie                                                                   |
| ----------------------------------------------------------- | --------------------- | ------------ | --------------------------------------------------------------------------- |
| Norman Brooks                                               | 100m vrije slag (m)   | series       | serie 3: 3de in 1.03,4                                                      |
| Reginald Sutton                                             | 100m vrije slag (m)   | series       | serie 6: 3de in 1.04,0                                                      |
| Jack Hatfield                                               | 400m vrije slag (m)   | series       | serie 6: 2de in 5.32,8 halve finale 1: niet gestart                         |
| Reginald Sutton                                             | 400m vrije slag (m)   | series       | serie 2: 5de                                                                |
| John Besford                                                | 100m rugslag (m)      | 6e           | serie 2: 2de in 1.15,0 halve finale 1: 3de in 1.14,8 finale: 6de in 1.15,4  |
| Willie Francis                                              | 100m rugslag (m)      | halve finale | serie 4: 2de in 1.16,4 halve finale 1: 6de                                  |
| Reginald Flint                                              | 200m schoolslag (m)   | series       | serie 4: 4de                                                                |
| Hugh Smith                                                  | 200m schoolslag (m)   | series       | serie 1: 5de                                                                |
| Edward Peter Joseph Whiteside Reginald Sutton Albert Dickin | 4x200m vrije slag (m) | 6e           | serie 2: 2de in 10.16,6 finale: 6de in 10.15,8                              |
|                                                             |                       |              |                                                                             |
| Joyce Cooper                                                | 100m vrije slag (v)   | Brons        | serie 6: 2de in 1.16,8 halve finale 1: 3de in 1.14,0 finale: 3de in 1.13,6  |
| Jean McDowell                                               | 100m vrije slag (v)   | 4e           | serie 1: 1ste in 1.14,0 halve finale 2: 2de in 1.15,6 finale: 4de in 1.13,8 |
| Iris Tanner                                                 | 100m vrije slag (v)   | 7e           | serie 3: 2de in 1.26,4 halve finale 1: 4de in 1.14,8                        |
| Edith Mayne                                                 | 400m vrije slag (v)   | halve finale | serie 4: 3de in 6.10,4 halve finale 2: 4de                                  |
| Cissie Stewart                                              | 400m vrije slag (v)   | 4e           | serie 1: 2de in 6.12,3 halve finale 1: 3de in 6.06,4 finale: 4de in 6.07,0  |
| Iris Tanner                                                 | 400m vrije slag (v)   | 6e           | serie 2: 2de in 6.11,0 halve finale 2: 3de in 6.09,0 finale: 6de in 6.11,6  |
| Joyce Cooper                                                | 100m rugslag (v)      | Brons        | serie 3: 2de in 1.24,2 finale: 3de in 1.22,8                                |
| Phyllis Harding                                             | 100m rugslag (v)      | 9e           | serie 2: 3de in 1.27,8                                                      |
| Ellen King                                                  | 100m rugslag (v)      | Zilver       | serie 1: 1ste in 1.22,0 (WR) finale: 2de in 1.22,2                          |
| Dora Gibbs                                                  | 200m schoolslag (v)   | series       | serie 2: 5de                                                                |
| Mabel Hamblen                                               | 200m schoolslag (v)   | series       | serie 3: 5de                                                                |
| Margery Hinton                                              | 200m schoolslag (v)   | series       | serie 1: 5de                                                                |
| Joyce Cooper Ellen King Cissie Stewart Iris Tanner          | 4x100m vrije slag (v) | Zilver       | serie 2: 1ste in 5.16,6 finale: 2de in 5.02,8                               |

Argentinië · Australië · België · Brits-Indië · Bulgarije · Canada · Chili · Cuba · Denemarken · Duitsland · Egypte · Estland · Filipijnen · Finland · Frankrijk · Griekenland · Groot-Brittannië · Haïti · Hongarije · Ierland · Italië · Japan · Joegoslavië · Letland · Litouwen · Luxemburg · Malta · Mexico · Monaco · Nederland · Nieuw-Zeeland · Noorwegen · Oostenrijk · Panama · Polen · Portugal · Roemenië · Spanje · Tsjecho-Slowakije · Turkije · Uruguay · Verenigde Staten · Zuid-Afrika · Zuid-Rhodesië · Zweden · Zwitserland